# Catedral de la Asunción de la Virgen (Tiflis)
La Catedral de la Asunción de la Virgen (en georgiano: თბილისის ღვთისმშობლის ამაღლების კათოლიკური ეკლესია) Es una catedral católica en Tiflis, la capital de Georgia. Es el asiento de la administración apostólica latina del Cáucaso.
Una larga historia precedió a la construcción de la estructura. El lugar donde se encuentra la catedral fue donde los primeros católicos se establecieron en el siglo XIII. En 1240 los dominicos fundaron un monasterio. En 1328 se construyó una catedral dedicada a San Juan Bautista y Tiflis se convirtió en una sede episcopal (que suspendió su operación en el siglo XVI). Durante el siglo XVII los misioneros católicos volvieron a Georgia y construyeron una nueva iglesia dedicada a la Anunciación (la llamada "Iglesia latina en la forma católica"). Esta estructura católica eran entonces privada para el rey Teimuraz II.
La catedral actual fue construida en frente de la iglesia de la Anunciación (ya no existe) entre 1805 y 1808 por el fraile Philipo Foranian.